# 알렉상드르 당

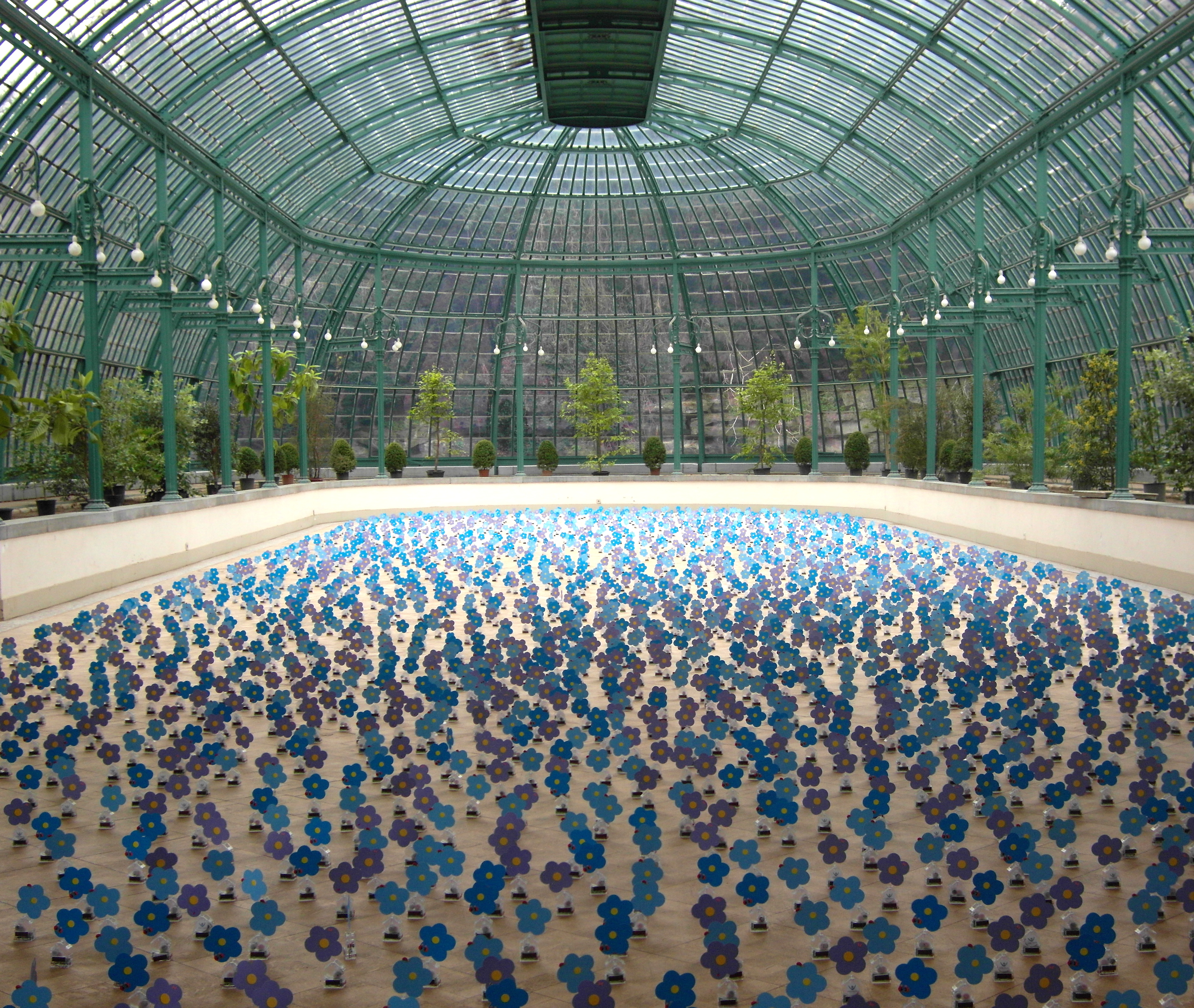

알렉상드르 당(Alexandre Dang, 1973년 5월 19일 - )는 프랑스 출신 현대 예술가이자 키네틱 아트(kinetic art) 예술가이다. 현재 벨기에 브뤼셀에서 활동 중이다.

## 생애
1973년 5월 19일 프랑스 스트라스부르에서 태어났다. 1993년 프랑스 파리 에콜 폴리테크니크에서 학위를 취득하고 1996년 프랑스 파리 국립고등토목학교(ENPC)에서 엔지니에 학위를 취득했다.
알렉상드르 당은 키네틱 아트의 대표적인 아티스트인 장 팅겔리와 알렉산더 칼더의 영향을 받아 2004년 작업 활동을 시작했다. 그는 태양 에너지를 주요 에너지로 이용한 대표작 《Dancing Solar Flowers》 이 있다.

## 주요 작품
- 《Dancing Solar Flowers》
- 《Solar Paintings & Drawings》
- 《Graphic Dance》

## 같이 보기
- 키네틱 아트